# Okko
Okko – francuska seria komiksowa z gatunku fantasy autorstwa Humberta Chambuela, tworzącego pod pseudonimem Hub. Ukazywała się od 2005 do 2015 nakładem wydawnictwa Delcourt. Po polsku opublikowała ją oficyna Taurus Media.

## Fabuła
Akcja Okko osadzona jest w Cesarstwie Pajan, stylizowanym na średniowieczną Japonię. Nastały burzliwe czasy, zwane też Epoką Asagiri lub Mrocznym Okresem. Od wielu dekad toczą się wojny pomiędzy wielkimi klanami usiłującymi zwiększyć swoją potęgę. Z dala od wojennego zgiełku ronin zwany Okko przewodzi małej grupie łowców demonów, przemierzającej krainy cesarstwa. Towarzyszy mu Noburo, tajemniczy olbrzym skrywający twarz za czerwoną maską oraz kapryśny mnich Noshin, miłośnik sake, dysponujący mocą przyzywania i obcowania z duchami natury. Gdy Mały Karp, siostra młodego rybaka Tikku, zostaje porwana przez piratów, chłopak zwraca się o pomoc w jej odnalezieniu do Okko i jego towarzyszy. Ale zadanie to ma swoją cenę i prowadzi czwórkę bohaterów o wiele dalej, niż mogliby to sobie kiedykolwiek wyobrazić.

## Tomy
Seria składa się z 10 tomów podzielonych na pięć dyptyków. W polskiej wersji każdy tom zawiera po dwa oryginalne albumy.
| Tytuł i rok wydania polskiego | Tytuł i rok wydania oryginalnego  |
| ----------------------------- | --------------------------------- |
| 1. Cykl wody (2016)           | 1. Le Cycle de l'eau I (2005)     |
| 1. Cykl wody (2016)           | 2. Le Cycle de l'eau II (2006)    |
| 2. Cykl ziemi (2016)          | 3. Le Cycle de la terre I (2007)  |
| 2. Cykl ziemi (2016)          | 4. Le Cycle de la terre II (2008) |
| 3. Cykl powietrza (2017)      | 5. Le Cycle de l'air I (2009)     |
| 3. Cykl powietrza (2017)      | 6. Le Cycle de l'air II (2010)    |
| 4. Cykl ognia (2017)          | 7. Le Cycle du feu I (2011)       |
| 4. Cykl ognia (2017)          | 8. Le Cycle du feu II (2012)      |
| 5. Cykl pustki (2018)         | 9. Le Cycle du vide I (2014)      |
| 5. Cykl pustki (2018)         | 10. Le Cycle du vide II (2015)    |